# 尾去沢鉱山

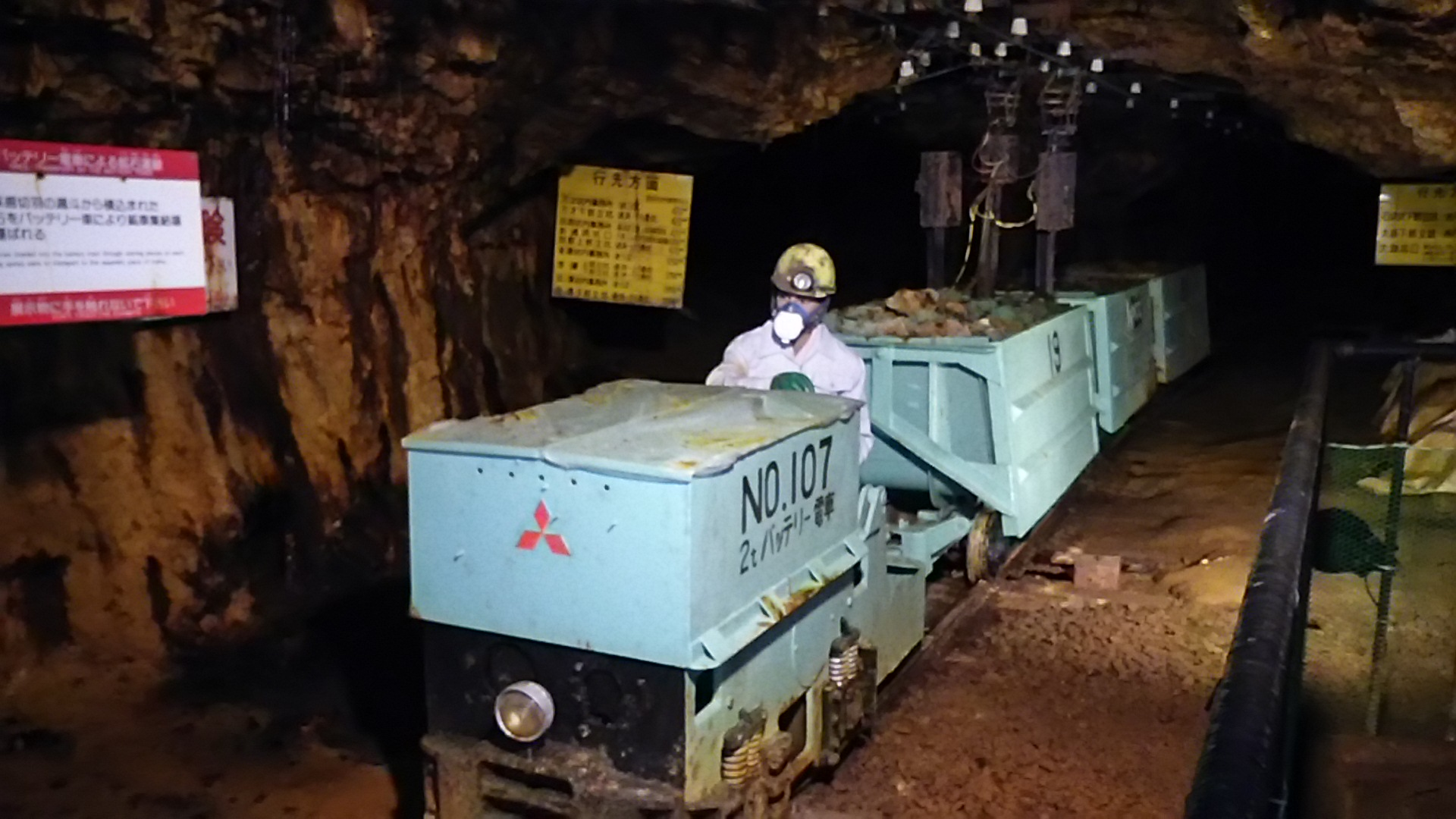
内部の様子

尾去沢鉱山（おさりざわこうざん）とは、秋田県鹿角市にあった鉱山。坑道の全長が約800kmに及ぶ日本最大最古の銅鉱脈群採掘跡である。708年（和銅元年）に銅山が発見されたとの伝説が残されており、1978年（昭和53年）に閉山した。推定総産出量は銅30万トン、金4.4トン、銀155トンである。
跡地は史跡 尾去沢鉱山として一般公開されてきたが、2025年度で一般公開を終了し、2026年度からは完全予約制の社会科見学施設となる。

## 概要
尾去沢鉱山は、鉱物が溶け込んだ熱水が岩盤の割れ目に染み入り、地表近くで冷え固まった鉱脈型鉱床の典型である。新生代新第三紀中新世のグリーンタフ、珪質頁岩に、火山岩である安山岩、流紋岩、デイサイトが貫入している。
鉱脈は500条あり、平均走行延長300m、傾斜延長300m、脈幅0.7m、銅の品位は2.4％であった。坑道を用いる坑内掘りによって採掘が進められ、南北3km、東西2kmの山中に、明治以降だけで700km、江戸以前を含めれば800kmの坑道が、シュリンケージ採鉱法により鉱脈に沿って縦横に掘られた。銅のほか、金、銀、鉛、亜鉛が産出された。1889年（明治22年）に岩崎家に経営が移り三菱財閥が開発を行うようになってから閉山までの産出量は、銅30万t、金4.4t、銀155tと推定されている。
1978年（昭和53年）に閉山したが、跡地には選鉱場、シックナー（thickener、濁水から固体を凝集沈殿させる非濾過型の分離装置）、大煙突等が残されている。これらの近代鉱山施設の遺構は土木学会選奨土木遺産や、近代化産業遺産に認定されている。2007年には日本の地質百選に選定された。

## 略史
708年（和銅元年）に銅山が発見され、産金が東大寺の大仏や、中尊寺で用いられたとの伝説が残る。1598年（慶長3年）に南部藩の北十左衛門が白根金山を発見し、後に民謡『南部牛追唄』で「田舎なれども南部の国は西も東も金の山」と歌われる金山の一つとして開発が行われた。金が枯渇してきた1695年（元禄8年）には銅鉱が発見され、別子銅山、阿仁銅山とならび、日本の主力銅山の一つとなる。
1889年（明治22年）に岩崎家、1893年（明治26年）に三菱合資会社の経営することとなり、近代化が図られた。1894年（明治27年）には坑内に電話が敷設され、明治29年（1896年）には水力発電所の建設により住宅を含む全山に電気が通った。日本の近代化、戦後復興の礎となった尾去沢鉱山だが、不採算と銅鉱石の枯渇から、1966年（昭和41年）に精錬が中止され、1978年（昭和53年）に閉山した。

### 尾去沢銅山事件
江戸末期、財政危機にあった南部藩は御用商人鍵屋村井茂兵衛から多額の借財をなしたが、身分制度からくる当時の慣習から、その証文は藩から商人たる村井に貸し付けた文面に形式上はなっていた。藩所有の尾去沢鉱山は村井から借りた金で運営されていたが、書類上は村井が藩から鉱山を借りて経営している形になっていた。1869年（明治元年）、採掘権は南部藩から村井に移されたが、諸藩の外債返済の処理を行っていた明治新政府で大蔵大輔の職にあった長州藩出身の井上馨は、1871年（明治4年）にこの証文を元に返済を求め、その不能をもって大蔵省は尾去沢鉱山を差し押さえ、村井は破産に至った。井上はさらに尾去沢鉱山を競売に付し、同郷人である岡田平蔵にこれを無利息で払い下げた上で、「従四位井上馨所有」という高札を掲げさせ私物化を図った。村井は司法省に一件を訴え出、司法卿であった佐賀藩出身の江藤新平がこれを追及し、井上の逮捕を求めるが長州閥の抵抗でかなわず、井上の大蔵大輔辞職のみに終わった。江藤が下野し、佐賀の乱で死刑になったため真相は解明されずに終わった。これを尾去沢銅山事件（尾去沢疑獄事件、尾去沢汚職事件とも）という。
政界を離れた井上は、鉱山を手に入れた岡田とともに1873年（明治6年）秋に「東京鉱山会社」を設立、翌年1月には鉱山経営に米の売買・軍需品輸入も加えた貿易会社「岡田組」を益田孝らと設立、岡田の急死（銀座煉瓦街で死体となって発見）により鉱山事業を切り離し、同年3月に益田らと先収会社を設立、これが三井物産へと発展していった。

### 鉱滓ダム決壊事故
1936年（昭和11年）11月20日午前4時頃、三菱鉱業（現・三菱マテリアル）が経営する尾去沢鉱山で精錬所の硫化泥沈殿貯水池（鉱石から金属を取り出したあとの泥状のカスを貯めておく池）の中沢ダムが決壊して下流の坑夫長屋が埋没し、死者362人を出す大惨事を起こした。ダムは修復が行われたが、その途上の同年12月22日午前4時40分頃にも再度決壊。12人の死者を出した。
1937年（昭和12年）2月12日、仙台鉱山監督局はダム決壊前の数度の漏水を看過し、有効な手立てを行わなかった会社と技術者に事故の責任があるとして、三菱鉱業会社および鉱山の工作係主任を秋田地方検事局に告訴した。秋田地方検事局でも独自の調査が行われていたが、ダム決壊の原因は直前に発生した地震による説と粗悪な材料で作られたダムの構造による説が出され、原因究明を難しいものとした。

## 獅子大権現
江戸時代から伝わる尾去沢鉱山発見の物語が、『大森親山獅子大権現御伝記』の陸中の国鹿角の伝説に残されている。
1481年（文明13年）、尾去村の奥の大森山から、翼の差し渡し十余尋（約20m）にもなり、口から金色の炎を吹き、牛のほえるような声を立てる大鳥が現れ民百姓を恐れさせた。尾去村の人々がこの大鳥を滅ぼしてくれるよう毎夜天に祈ったところ、ある時、大森山の方で鳥の泣き叫び苦しむ声が聞こえ、これ以降はこの怪鳥が飛んでくることはなかった。不思議に思った村人が声のした方を訪ねると、赤沢川が朱色に染まっており、その元には大蛇の頭、牛の脚を持ち、赤白金銀の毛を生やしたかの怪鳥が傷つき死んでいた。腹を裂いてみると、金銀銅鉱色の石だけが充満していた。村長が思うところ、夢に白髪の老人が6度も現れ、新山を開けと告げていたのだが、この山のことであったに違いないと辺りを掘ってみたところ鉱石が発見された。これが尾去沢鉱山の始まりである。
人か神か、だれが怪鳥を倒したのかと訪ねまわったところ、大森山のふもとに獅子の頭のような大石が地中より出ており血がついていたことから、この神石であったものであろうと考え、大森山は獅子の体、連なる山々は獅子の手足であるとして、社を建立し、怪鳥を埋め奉り、大森山獅子大権現とした。

## 閉山後の事件
鉱山は1978年に閉山したが、その後も鉱山跡からは鉛などの重金属を含んだ排水が出続けている。米代川の水は、下流の大館市などでは水道水として利用されているため、一定の処理を施してからへ放水することとなっていた。しかしながら、処理を怠った排水を川へ垂れ流し、さらに書類を改竄して処理を行っているように見せかけ、補助金を受け取っていたことが明らかになった。このような行為が少なくとも2005年から2013年まで行われたとされている。